# Antoine Giacomoni
Pour les articles homonymes, voir Giacomoni.
Antoine Giacomoni est un homme politique français, sénateur des Alpes-Maritimes.

## Biographie
Né en 1881 à Sainte-Lucie-de-Tallano et mort en 1973 à Nice, il commence sa carrière dans le journalisme, en Corse. Il devient ensuite avocat et membre du parti radical-socialiste.
Nommé substitut du procureur à Nice au début des années 1930, il est révoqué par Vichy et entre dans la Résistance.
Sa carrière politique débute après la guerre. Il est élu conseiller général d'Utelle (Alpes-Maritimes) en 1945, sénateur en 1946 (parti radical), puis conseiller municipal de Nice en 1953 (sur la liste de Jean Médecin).

## Carrière politique
- Conseiller général d'Utelle, 1945-1961.
- Sénateur des Alpes-Maritimes, 1946-1955.
- Conseiller municipal de Nice, 1953-1959.